# 心斎橋筋
心斎橋筋（しんさいばしすじ）は、大阪府大阪市中央区の町名。または船場・島之内を南北に縦断する道路。現行行政地名は心斎橋筋一丁目および心斎橋筋二丁目。

## 地理
町名としての心斎橋筋は島之内側のみで、現在の町域はおおむね御堂筋の東側・長堀通の南側・畳屋町筋の西側・道頓堀川の北側に当たる（一部は宗右衛門町）。周防町筋以北が1丁目、以南が2丁目となる。1丁目に大丸心斎橋店がある。

## 歴史
近世は長堀川（現在は埋立。長堀通）沿いに長堀心斎町・長堀10丁目、鰻谷南通沿いに高間町・尾上町、大宝寺通沿いに南紺屋町・錺屋町、清水町筋沿いに岩田町・柳町、道頓堀川北岸に道頓堀宗右衛門町・道頓堀久左衛門町が東西方向の町割で、心斎橋筋沿いに木挽町北之丁・木挽町中之丁・木挽町南之丁・菊屋町が南北方向の町割となっていた。
1872年（明治5年）に心斎橋筋1～2丁目の町名が心斎橋筋沿いに誕生し、1989年（平成元年）に現在の町域となった。

## 道路情報
心斎橋筋は、御堂筋の一つ東側の筋。長堀川に架かっていた心斎橋に由来する。
区間は淀屋橋駅付近の土佐堀通との交点から道頓堀川に架かる戎橋までの約2.5km（Google マップ）で、戎橋以南は戎橋筋と名称を変えて南海難波駅前のなんさん通りとの交点に至る（市道名は戎橋筋も大阪市道心斎橋筋線となる）。長堀通以北の船場では南行き一方通行となる。長堀通以南の島之内では大阪ミナミの南北基軸となるため人通りが多い。
船場では南本町通 - 順慶町通間がせんば心斎橋筋商店街、順慶町通 - 長堀通間が心斎橋筋北商店街、島之内では心斎橋筋商店街と、南本町通以南の約1.5kmはアーケード商店街となっている。せんば心斎橋筋商店街は10時から18時まで、心斎橋筋北商店街は9時から翌1時まで、心斎橋筋商店街は終日、車両通行禁止となる。

## 世帯数と人口
2019年（平成31年）3月31日現在の世帯数と人口は以下の通りである。
| 町丁           | 世帯数 | 人口  |
| -------------- | ------ | ----- |
| 心斎橋筋一丁目 | 32世帯 | 59人  |
| 心斎橋筋二丁目 | 33世帯 | 56人  |
| 計             | 65世帯 | 115人 |

### 人口の変遷
国勢調査による人口の推移。
| 1995年（平成7年）  | 317人 | [ 5 ] |  |
| 2000年（平成12年） | 286人 | [ 6 ] |  |
| 2005年（平成17年） | 141人 | [ 7 ] |  |
| 2010年（平成22年） | 156人 | [ 8 ] |  |
| 2015年（平成27年） | 111人 | [ 9 ] |  |

### 世帯数の変遷
国勢調査による世帯数の推移。
| 1995年（平成7年）  | 149世帯 | [ 5 ] |  |
| 2000年（平成12年） | 145世帯 | [ 6 ] |  |
| 2005年（平成17年） | 69世帯  | [ 7 ] |  |
| 2010年（平成22年） | 86世帯  | [ 8 ] |  |
| 2015年（平成27年） | 65世帯  | [ 9 ] |  |

## 事業所
2016年（平成28年）現在の経済センサス調査による事業所数と従業員数は以下の通りである。
| 丁目           | 事業所数  | 従業員数 |
| -------------- | --------- | -------- |
| 心斎橋筋一丁目 | 379事業所 | 4,695人  |
| 心斎橋筋二丁目 | 315事業所 | 4,520人  |
| 計             | 694事業所 | 9,215人  |

## 施設

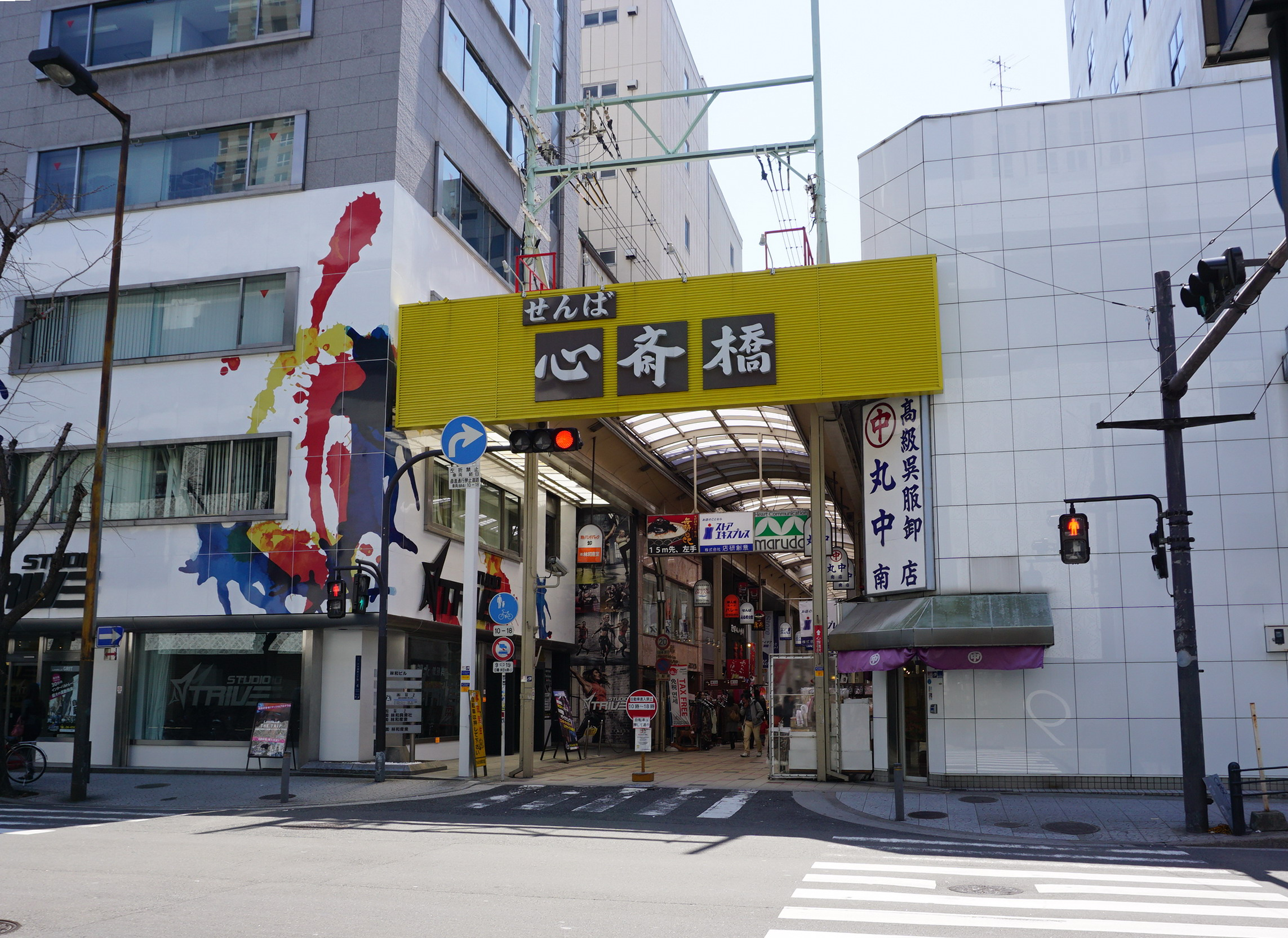
せんば心斎橋筋商店街

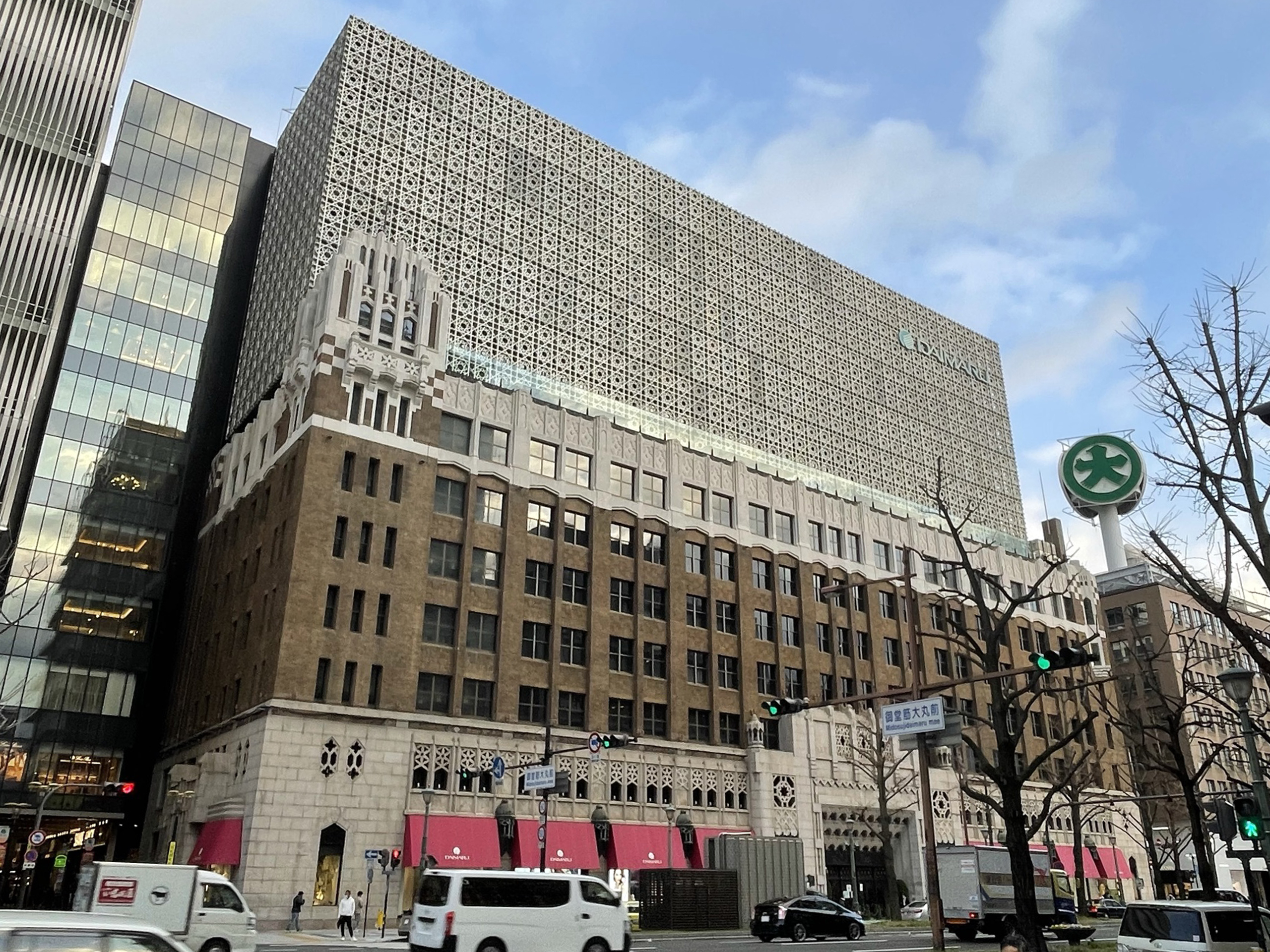
大丸心斎橋店

- 心斎橋筋商店街
- 大丸心斎橋店
- 三津寺

## 交通

### 鉄道
- 心斎橋駅：Osaka Metro 御堂筋線・長堀鶴見緑地線

### 道路
国道
- 国道25号（御堂筋）
- 国道308号（長堀通）

## その他

### 日本郵便
- 〒542-0085[3]（集配局：大阪南郵便局[11]）